# Ichneumon praestigiator
Ichneumon praestigiator är en stekelart som beskrevs av Schiodte 1839. Ichneumon praestigiator ingår i släktet Ichneumon och familjen brokparasitsteklar. Inga underarter finns listade i Catalogue of Life.